# كلوريد البيريليوم
 كلوريد البيريليوم مركب كيميائي له الصيغة BeCl2 ، ويكون على شكل بلورات بيضاء وهو من أحماض لويس.

## التحضير
يحضر كلوريد البيريليوم من تفاعل فلز البيريليوم مع كلوريد الهيدروجين:
{\displaystyle \mathrm {Be\ +\ 2\ HCl\longrightarrow \ BeCl_{2}\ +\ H_{2}\uparrow } }
كما يحضر من تمرير غاز الكلور على أكسيد البيريليوم بوجود الكربون (الفحم) حسب المعادلة:
{\displaystyle \mathrm {BeO\ +\ C\ +\ Cl_{2}\longrightarrow \ BeCl_{2}\ +\ CO\uparrow } }

## الخواص
- لمركب كلوريد البيريليوم انحلالية جيدة في الماء، يرافق ذلك حدوث حلمهة وتشكل كلوريد الهيدروجين حسب المعادلة:

{\displaystyle \mathrm {BeCl_{2}\ +\ 2\ H_{2}O\ \longrightarrow \ Be(OH)_{2}\ +\ 2\ HCl} }
لكنه متوسط الانحلالية في الكحول والإيثر والبيريدين. بالمقابل فإنه لا ينحل في الأسيتون والكلورفورم والبنزين.
- للمركب خاصية استرطاب حيث يمتص الماء من الهواء (الرطوبة) ويشكل رباعي هيدرات BeCl2 . 4H2O، وبلوراته تتصعد تحت الفراغ (حوالي 2 تور عند 300°س)
- يتفاعل كلوريد البيريليوم مع كبريتيد الهيدروجين حيث يشكل كبريتيد البيريليوم BeS.

## الاستخدامات
- نظراً لفقر المركب بالإلكترونات (سمة أحماض لويس) فيستخدم كحفاز في التفاعلات العضوية.

## السلامة
مركب كلوريد البيريليوم عالي السمية كما أنه يعد من المسرطنات. فيجب اتخاذ إجراءات السلامة المخبرية الملائمة.